# Projecte 5155
El Projecte 5155 (xinès simplificat: 5155工程, pinyin: 5155 Gōngchéng, literalment 'projecte cinc-quinze-cinc') fou el nom que va rebre el Projecte de publicacions d'animació infantil de la Xina (xinès simplificat: 中国儿童动画出版工程, pinyin: Zhōngguó Értóng Dònghuà Chūbǎn Gōngchéng), una iniciativa del 1995 per a impulsar la indústria del dongman a la República Popular de la Xina.
Va aparéixer en un context on l'anime japonés tenia una forta presència al país i l'animació xinesa es trobava en crisi. Va suposar una regulació de la indústria del dongman i el manganime en un moment en què el còmic japonés dominava el mercat amb edicions pirates.
Va comportar la creació de publicacions dedicades al manhua, entre d'altres iniciatives que tenien per finalitat crear un mercat per a animació televisiva i reconstruir la indústria de l'animació dirigida a infants. L'objectiu del projecte era establir cinc editorials, que crearien quinze publicacions sobre còmic i animació general, i cinc revistes de manhua amb contingut original creat al país. Les cinc publicacions de còmics que es van crear (Zhongguo Katong, Beijing Katong, Shaonian Manhua, Manhua Dawang i Katong Xianfeng) van ser molt influents en el mercat de manga xinés, i el desenvolupament del manhua. A més, van omplir el buit que deixaven les publicacions anteriors, com Huashu Dawang, tancades pel govern poc abans ja que publicaven il·legalment material japonés sense tindre els drets.
La influència de les publicacions en el desenvolupament del xin manhua s'explica pel fet que les revistes, amb material japonés molt atractiu, servien de trampolí per als artistes locals. D'altra banda, amb la nova llei es controlava la quantitat de material estranger que es publicava, deixant espai per al desenvolupament de l'escena pròpia.
També s'hi van establir unes 100.000 associacions d'aficionats al dongman arreu dels centres educatius del país, gràcies a la secció de contactes d'alguna de les publicacions. Gràcies a l'existència de les publicacions, la primera generació d'artistes de Xin Manhua va poder donar-se a conéixer. Es considera que entre 1995 i 2000 s'estabilitza l'escena del Xin Manhua, amb una gran importància de les revistes com a plataforma per a donar a conéixer nous autors. Tanmateix, a partir de l'any 2000 es produeix un declivi en les publicacions escrites, desapareixent Beijing Katong, una de les publicacions més importants, el 2006. La crisi de les publicacions en paper ha estat un dels motius pel qual alguns analistes han considerat que el Projecte 5155 va fracassar.
La iniciativa també va permetre un major control sobre el tipus de contingut que es publicava al país, limitant aquell considerat perillós per a les normes socials xineses, com les descripcions d'amor i sexe adolescent.